# إيما كاماخر
كانت إيما كاماخر (14 مايو عام 1904 - 15 أبريل عام 1981) محامية وناشطة مدافعة عن حقوق الإنسان وسياسية سويسرية. كانت كاماخر عضوًا في الحزب الديمقراطي الاجتماعي السويسري، وشغلت مقعدًا في مجلس جنيف الكبير. غدت أول امرأة تتبوأ رئاسة مجلس أحد الكانتونات السويسرية في عام 1965.

## حياتها

### المنشأ والسنوات الأولى
كانت إيما سليلة كريستيان كاماخر المنحدر من إحدى العائلات البرنية التي اشتغلت في الزراعة، وهي ابنة كاتلين إميلي ديبلون التي ترجع أصولها إلى بلدة روجمون الواقعة على الطرف الشرقي من كانتون فود الناطق بالفرنسية. ولدت كاماخر في بلدة ميرين الواقعة على الطرف الجنوبي من مدينة جنيف. تلقت تعليمها في الكلية الكالفينية بجنيف، وانتقلت بعدها إلى مدينة بيرن لتدرس الحقوق هناك. حازت على الرخصة التي تخولها ممارسة مهنة المحاماة في عام 1929. عادت بعد ذلك إلى جنيف واجتازت امتحان نقابة المحامين في عام 1932. أضحت منذ حينها قادرة على العمل بالإنابة عن موكليها. انصب تركيز عملها خلال سنواتها الأولى على الدفاع عن أولئك الذين وقعوا ضحايا للانهيار الاقتصادي ممن وجدوا أنفسهم مجردين من حقوقهم الأساسية. عزمت كاماخر على تسخير مؤهلاتها وخبراتها القانونية بهدف العمل على إحداث تغيير في القانون والمواقف العامة.

## حقوق المرأة
أصبحت كاماخر أمينًا فعليًا للرابطة الجنيفية المطالبة بمنح المرأة حق الاقتراع في عام 1932، إذ عملت إلى جانب إميلي غور في الحملة الداعية إلى منح النساء حق التصويت على المستوى الإقليمي. وكانت عضوًا -وطبقًا لأحد المصادر أمينًا - في النظير الوطني المقابل للرابطة والمعروف آنذاك باسم الرابطة السويسرية المطالبة بمنح المرأة حق الاقتراع، والتي سعت إلى تحقيق ذات الأهداف على الصعيد الوطني. تقلدت كاماخر رئاسة رابطة جنيف في عام 1947، وجاء ذلك بعد وفاة إميلي غور في شهر ديسمبر من عام 1946. ظلت كاماخر في منصبها هذا حتى عام 1955. وبالأخص، حظيت كاماخر بدعم وتشجيع نيلي شرايبر فافر (1872 - 1972) في النضال من أجل إرساء حقوق المرأة في مهنة المحاماة وعلى النطاق الأوسع. غدت فافر أول محامية تحصل على القبول في نقابة محامي جنيف خلال مستهل القرن العشرين. وفضلًا عن ذلك، كانت كاماخر عضوًا في اللجنة المسؤولة عن تحرير نشرة «الحركة النسوية» الصادرة شهريًا (والتي تغير اسمها ليصبح «المرأة السويسرية» في عام 1960).

### 1961: العضوية في مجلس جنيف الكبير
احتلت جنيف (مثلما هي الآن) الصدارة بين كانتونات سويسرا الخمسة وعشرين من ناحية سياساتها التقدمية حينذاك. إذ أضحت ثالث كانتون يبادر إلى مباشرة العملية التشريعية الرامية إلى منح النساء حق الاقتراع في الانتخابات الإقليمية بتاريخ 6 مارس عام 1960. أطلقت إيما كاماخر العنان لنفسها على الساحة السياسية الإقليمية، وترشحت كمرشحة عن الحزب الديمقراطي الاجتماعي السويسري، والذي كان أول حزب يبادر إلى إدراج نساء ضمن قائمة المترشحين تحت مظلته. أصبحت إيما كاماخر واحدة من بين تسعة نسوة انتخبن في مجلس جنيف الكبير (وهو الهيئة التشريعية الخاصة بالكانتون) في عام 1961. انتخبت كاماخر رئيسة للمجلس في عام 1965، وبذلك أصبحت أول امرأة تبلغ هذه الرتبة على مستوى أي برلمان إقليمي.

## التقاعد والوفاة
توفيت إيما كاماخر في بلدة لو غراند ساكونيكس عن عمر يناهز الـ76 عامًا، وجاء رحيلها بعد مرور عشر أعوام على إجراء الاستفتاء الذي أفضى إلى الاعتراف بحق الاقتراع العام لكافة البالغين على المستوى الوطني. استمرت كاماخر في ممارسة مهنة المحاماة قبل شهور قليلة من وفاتها. دفنت كاماخر في أحد القبور العائدة إلى عائلتها في مقبرة قرية ميرين.